# Mary Bronstein
Mary Bronstein (* 1979 in White Plains, New York als Mary Wall) ist eine US-amerikanische Schauspielerin, Filmregisseurin und Drehbuchautorin.

## Leben und Karriere
Mary Bronstein studierte Schauspiel an der Tisch School of the Arts der New York University. Sie war zeitweise mit dem US-amerikanischen Filmregisseur und Drehbuchautor Ronald Bernstein verheiratet, in dessen Spielfilmdebüt Frownland (2007), einem Independent-Film, sie noch unter ihrem Geburtsnamen Mary Wall erschien. In der preisgekrönten Tragikomödie spielte sie Laura, die unnahbare Freundin eines New Yorker Handlungsreisenden (dargestellt von Dore Mann). Frownland entstand laut Mary Bronstein im „Vakuum [...]  einer unabhängigen Filmgemeinschaft“, die unter dem Namen Mumblecore Bekanntheit erlangte. Inspiriert durch die filmischen Arbeiten anderer Mitglieder dieser Bewegung, gab sie schon ein Jahr später mit Yeast (2008) ihr Spielfilmdebüt als Regisseurin und Drehbuchautorin und übernahm auch die weibliche Hauptrolle. Das Drama um eine monströse junge Frau, die ihre Mitbewohnerin sowie ihre vermeintlich beste Freundin beschimpft und manipuliert. Bronstein verpflichtete unter anderem die junge Greta Gerwig für eine der Nebenrollen. Sie hatte die Schauspielerin bei der Präsentation von Frownland beim texanischen Filmfestival South by Southwest (2007) kennengelernt.
Yeast wurde im Hauptwettbewerb des South by Southwest Filmfestivals 2008 uraufgeführt und brachte Bronstein im selben Jahr den New Filmmakers Forum Award des internationalen Filmfestivals von St. Louis ein. Nach demselben Muster wie ihr Spielfilmdebüt inszenierte sie den 10-minütigen Kurzfilm Round Town Girls (2009) mit Amy Seimetz und James Ponsoldt in weiteren Rollen. Bis 2011 war Bronstein mit Schauspielauftritten in einer Hand voll Film- und Fernsehprojekten vertreten, ehe ihr Filmkarriere zeitweise ruhte.
Im Jahr 2025 veröffentlichte Bronstein nach langer Pause ihren zweiten Spielfilm If I Had Legs I’d Kick You mit Rose Byrne in der Hauptrolle. Die Tragikomödie um eine auf sich selbst gestellte Mutter einer schwerkranken Tochter und Psychotherapeutin am Rande des Nervenzusammenbruchs wurde beim Sundance Film Festivals uraufgeführt und erhielt Lob seitens der Fachkritik. Laut Bronstein sei das Drehbuch von persönlichen Erfahrungen mit ihrer Tochter inspiriert worden. If I Had Legs I’d Kick You wurde im selben Jahr auch in den Hauptwettbewerb der 75. Berlinale aufgenommen.

## Filmografie

### Schauspiel
- 2007: Frownland
- 2008: Yeast
- 2009: Delusional Downtown Divas (Fernsehserie)
- 2009: You Wont Miss Me
- 2009: Round Town Girls (Kurzfilm)
- 2011: The Jonestown Defense

### Regie und Drehbuch
- 2008: Yeast
- 2009: Round Town Girls (Kurzfilm)
- 2025: If I Had Legs I’d Kick You

## Auszeichnungen
- 2008: Internationales Filmfestival St. Louis – New Filmmakers Forum Award (Yeast)